# Ellen J. Kullman

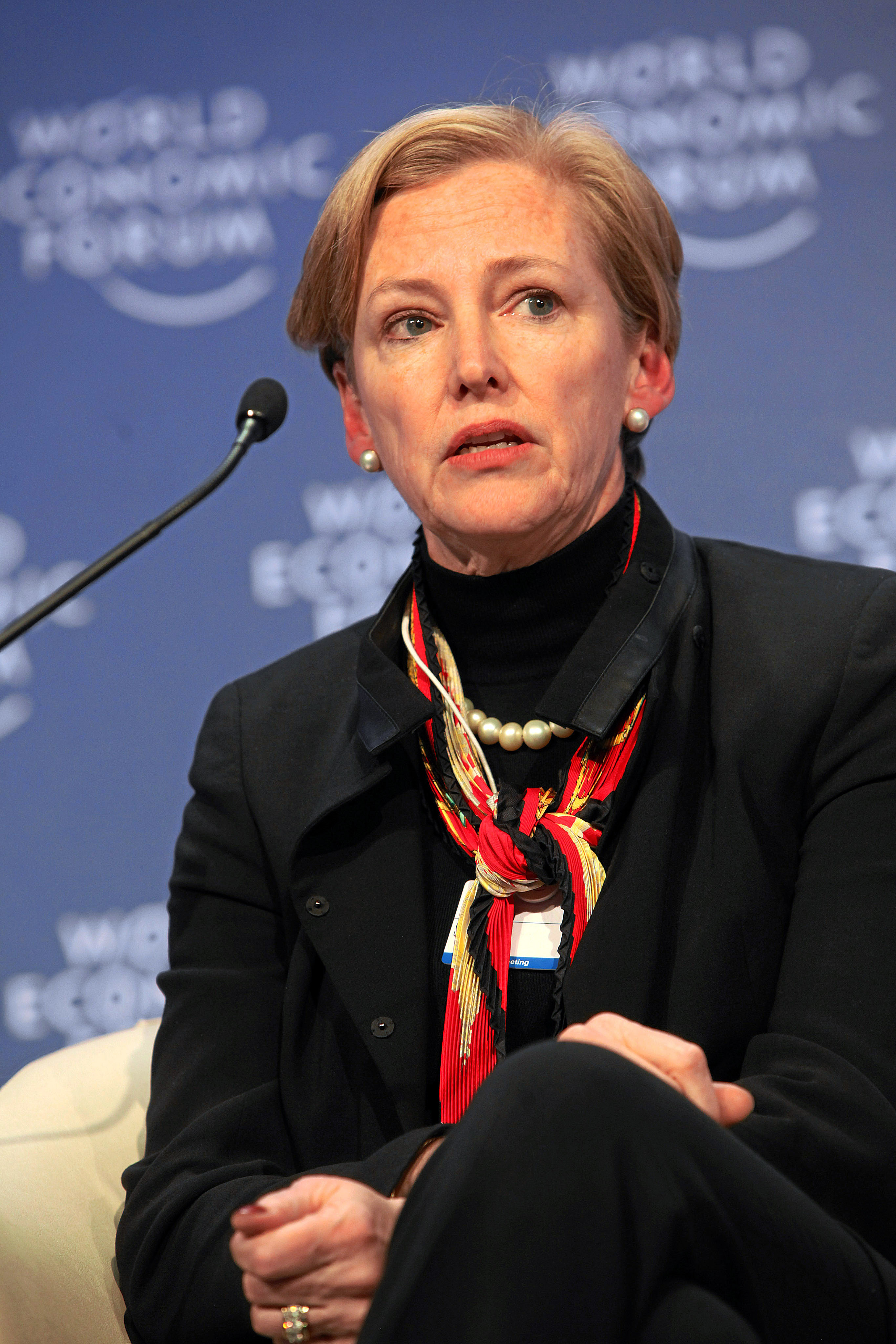
Ellen J. Kullman

Ellen J. Kullman (* 22. Januar 1956 in Wilmington, Delaware) ist eine US-amerikanische Managerin.

## Leben
Kullman besuchte die Tower Hill School in Wilmington und studierte dann Maschinenbau an der Tufts University und danach an der Northwestern University. Kullman war von 2009 bis zu ihrem Rücktritt 2015 CEO und Chairman des US-amerikanischen Unternehmens DuPont. Sie ist verheiratet und hat drei Kinder. Das Magazin Forbes listet Kullman auf Platz 7 der einflussreichsten Frauen der Welt.